# Кристоф Шпихер
Кристоф Шпихер (30. март 1978) бивши је швајцарски фудбалер. Играо је на позицији левог бека.
Био је у саставу репрезентације Швајцарске на два Европска и једном Светском првенству.